# Boulès
Le Boulès ou Bolès est une rivière française des Pyrénées-Orientales en région Occitanie et un affluent du fleuve la Têt.

## Géographie
De 34,5 km de longueur, le Boulès prend sa source dans les Pyrénées à la tour de Batère (Pyrénées-Orientales) dans les Aspres, à 1 300 m d'altitude, sur la commune de Saint-Marsal. 
Il conflue dans la Têt en aval de Millas, donc à l'est de cette commune et à 91 m d'altitude.

### Communes traversées
Dans le seul département des Pyrénées-Orientales, le Boulès traverse onze communes :
- Saint-Marsal (source), La Bastide, Boule-d'Amont, Prunet-et-Belpuig, Caixas, Casefabre, Bouleternère, Saint-Michel-de-Llotes, Ille-sur-Têt, Néfiach, Millas (confluence).

### Bassin versant
Le Bolès traverse une seule zone hydrographique La Têt du ravin de las Cazas à la Comelade inclus (Y046) de 1 188 km2 de superficie.

### Organisme gestionnaire
La Têt et son bassin versant sont gérés par le SMBVT ou Syndicat mixte du bassin versant de la Têt, né en 2008, et sis à Perpignan.

## Affluents
Le Boulès a sept affluents :
- le ruisseau le Bouletou ou Correc del Boulet (rg), 3,7 km sur la seule commune de La Bastide.
- le ruisseau de Batane (rg), 3,6 km sur les deux communes de La Bastide et Boule-d'Amont.
- le Correc dels Barnadais (rg), 4 km, sur les deux communes de Boule-d'Amont, et Prunet-et-Belpuig.
- le Bouletou (rd), 5,2 km sur les deux communes de Prunet-et-Belpuig, Caixas avec un affluent :
  - le Correc del Teil (rd), 1,1 km sur la seule commune de Caixas.
- le ruisseau de la Corbère (rg) 3,5 km sur les deux communes de Boule-d'Amont et Casefabre.
- le Correc Gros (rg) 2,5 km sur la seule commune de Boule-d'Amont.
- le Grimenelli, ou rivière de Sant Miquel de Llotes[4] (rd), 8,6 km sur les quatre communes de Casefabre, Caixas, Saint-Michel-de-Llotes, Ille-sur-Tet avec trois affluents :
  - le ruisseau de Las Figueras (rg), 1,1 km sur les deux communes de Casefabre et Caixas.
  - le ruisseau des Graus (rg), 1,4 km sur les trois communes de Casefabre, Caixas, Saint-Michel-de-Llotes.
  - Correc dels Verns (rg), 3 km sur les deux communes de Casefabre et Saint-Michel-de-Llotes.

Le rang de Strahler est donc de trois.

## Étymologie
Le nom catalan est El Bulès.
Le Boulès est mentionné au Xe siècle sous le nom de flumen Bula. L'origine du nom est sans doute dans la racine pré-latine Bul-Vol, employée pour les torrents ravinés, aux berges escarpées ou éboulées. La forme Bulès n'apparaît probablement pas avant le XVIe siècle.